# Nioro du Rip
Nioro du Rip   est une ville du sud-ouest du Sénégal, située à environ 60 km au sud-est de Kaolack et à 27 kilomètres de la frontière avec la Gambie.

## Histoire
La ville est d'une importance capitale pour le pays ;  d'abord sur le plan historique, c'était la capitale du Rip (royaume de l'almamy Maba Diakhou Bâ). Le fondateur du mouridisme, Cheikh Ahmadou Bamba Mbacké, y a séjourné. 
Le Département de Nioro contient de mystérieux cercles mégalithiques, qu'on attribue aux Serere et qu'on ne voit nulle part ailleurs.
Alors que la ville portait initialement le nom de Paos-Dimbar, Maba Diakhou Ba, après avoir conquis la ville en 1861, la renomma Nioro du Rip : Nioro en rapport avec la ville de Nioro du Sahel, que son allié El Hadj Omar Tall venait de conquérir et Rip par rapport à l'État du Badibou, une contrée du Saloum (anciennement sous le contrôle de la famille Marone depuis plus de quatre siècles, une famille originaire du Mali) que Maba Diakhou avait soumise et renommée Rip.

## Administration
La Commune est le chef-lieu du Département de Nioro du Rip, dans la Région de Kaolack.

## Géographie
Nioro du Rip se trouve sur la route nationale N4 qui relie Kaolack à Ziguinchor en traversant la Gambie.
Les localités les plus proches sont Keur Ali Gueye, Paoskoto, Diamaguene, Keur Bidji Ouri, Lougue, Bamba, Bakesaloum, Mbaye Faye Fafa et Mbap. 

### Population
L'organisation sociale révèle la richesse de la société africaine ; presque toutes les ethnies du Sénégal y sont représentées et y vivent en harmonie. C'est ainsi qu'on y trouve Wolof, haal-poular (Peul, Toucouleur, Laobé…), Sérère, Mandingue, Diola, Mancagne, Diakhanké, maure, etc.
Lors des recensements de 1988 et 2002, la population s'élevait respectivement à 11 841 et 13 976 personnes.
En 2007, selon les estimations officielles, Nioro du Rip compterait 15 643 habitants.

### Économie
Sur le plan économique, Nioro constitue un relais entre le nord et le sud, et est le centre du bassin arachidier qui fournit l'arachide, première culture commerciale du Sénégal.

### Personnalités
- Cheikh Mbacké, statisticien.
- Mamadou Moustapha BA, ancien ministre des finances et du budget